# 弗里德里希·赖纳

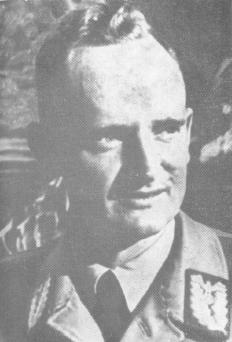
弗里德里希·赖纳

弗里德里希·W.赖纳（德語：Friedrich W. Rainer，1903年7月28日—1950年11月）是一位奥地利纳粹政客，曾担任萨尔茨堡和克恩顿的大區領導和帝國總督。他是唯一一位曾在两个州都担任过大区长官和帝国总督的奥地利纳粹官员。1947年3月13日，賴纳被引渡至南斯拉夫。  最終他在南斯拉夫被處死。 